# Гэбриел, Сейшелл
Сейшелл Сьюзанн Гэбриел (англ. Seychelle Gabriel; 25 марта 1991, Бербанк, США) — американская актриса и певица, известная по роли принцессы Юи в фильме «Повелитель стихий».

## Биография
По происхождению Сейшелл — мексиканка. Окончила среднюю школу города Бербанк (штат Калифорния, США). У неё есть младший брат по имени Дилан.
Начала карьеру на телевидении в 2007 году, снявшись в эпизоде сериала «Зоуи 101».
Сейшелл — обладательница четырёх премий «Behind the Voice Actors Awards» в категории «Лучший ансамбль озвучивания» за мультсериал «Легенда о Корре».
В 2018 году снялась в фильме «Бладфест».

## Фильмография
| Год       |     | Русское название          | Оригинальное название    | Роль                          |
| --------- | --- | ------------------------- | ------------------------ | ----------------------------- |
| 2007      | с   | Зоуи 101                  | Zoey 101                 | очень привлекательная девушка |
| 2008      | ф   | Мститель                  | The Spirit               | молодая «Песчинка»            |
| 2009      | с   | Дурман                    | Weeds                    | Аделита Рейес                 |
| 2010      | с   | Больница Майами           | Miami Medical            | Люси                          |
| 2010      | ф   | Повелитель стихий         | The Last Airbender       | принцесса Юи                  |
| 2011      | ф   | Лапочка 2: Город танца    | Honey 2                  | Тина                          |
| 2011—2014 | с   | Рухнувшие небеса          | Falling Skies            | Лурдес Дельгадо               |
| 2012—2014 | мс  | Легенда о Корре           | The Legend of Korra      | Асами Сато                    |
| 2013      | с   | Месть                     | Revenge                  | Реджина Джордж                |
| 2013      | с   | Живущие                   | The Living               | доктор Анна Стивенс           |
| 2014      | кор | Jabbawockeez: Регенерация | Jabbawockeez: Regenerate | Эллисон                       |
| 2015      | тф  | Красивая и безумная       | Beautiful & Twisted      | Мэй                           |
| 2016      | ф   | Ловкость                  | Sleight                  | Холли                         |
| 2017      | с   | Сонная Лощина             | Sleepy Hollow            | Лара                          |
| 2017      | ф   |                           | The Outdoorsman          | Джиллиан                      |
| 2018      | ф   | Бладфест                  | Blood Fest               | Сэм                           |
| 2018      | с   |                           | Fortune Rookie           | Сейшелл                       |
| 2019      | с   | Достать коротышку         | Get Shorty               | Джулия                        |
| 2021      | ф   | Война будущего            | The Tomorrow War         | сержант Диас                  |
| 2021      | с   | Анатомия страсти          | Grey’s Anatomy           | Вероника Диас                 |
| 2023      | с   | Дейзи Джонс и The Six     | Daisy Jones & the Six    | Джулия Данн                   |

## Награды и номинации
| Год  | Награда                                 | Категория                                                                | Работа            | Результат |
| ---- | --------------------------------------- | ------------------------------------------------------------------------ | ----------------- | --------- |
| 2011 | Молодой актёр                           | Best Performance in a Feature Film — Supporting Young Actress            | Повелитель стихий | Номинация |
| 2012 | Imagen Foundation Awards                | Best Supporting Actress/Television                                       | Рухнувшие небеса  | Номинация |
| 2013 | BTVA People’s Choice Voice Acting Award | Best Vocal Ensemble in a New Television Series                           | Легенда о Корре   | Победа    |
| 2013 | BTVA Television Voice Acting Award      | Best Vocal Ensemble in a New Television Series                           | Легенда о Корре   | Победа    |
| 2014 | BTVA People’s Choice Voice Acting Award | Best Vocal Ensemble in a Television Series — Action/Drama                | Легенда о Корре   | Победа    |
| 2014 | BTVA Television Voice Acting Award      | Best Vocal Ensemble in a Television Series — Action/Drama                | Легенда о Корре   | Номинация |
| 2015 | BTVA People’s Choice Voice Acting Award | Best Vocal Ensemble in a Television Series — Action/Drama                | Легенда о Корре   | Победа    |
| 2015 | BTVA Television Voice Acting Award      | Best Vocal Ensemble in a Television Series — Action/Drama                | Легенда о Корре   | Номинация |
| 2015 | BTVA Television Voice Acting Award      | Best Female Lead Vocal Performance in a Television Series — Action/Drama | Легенда о Корре   | Номинация |